# Warren Benbow

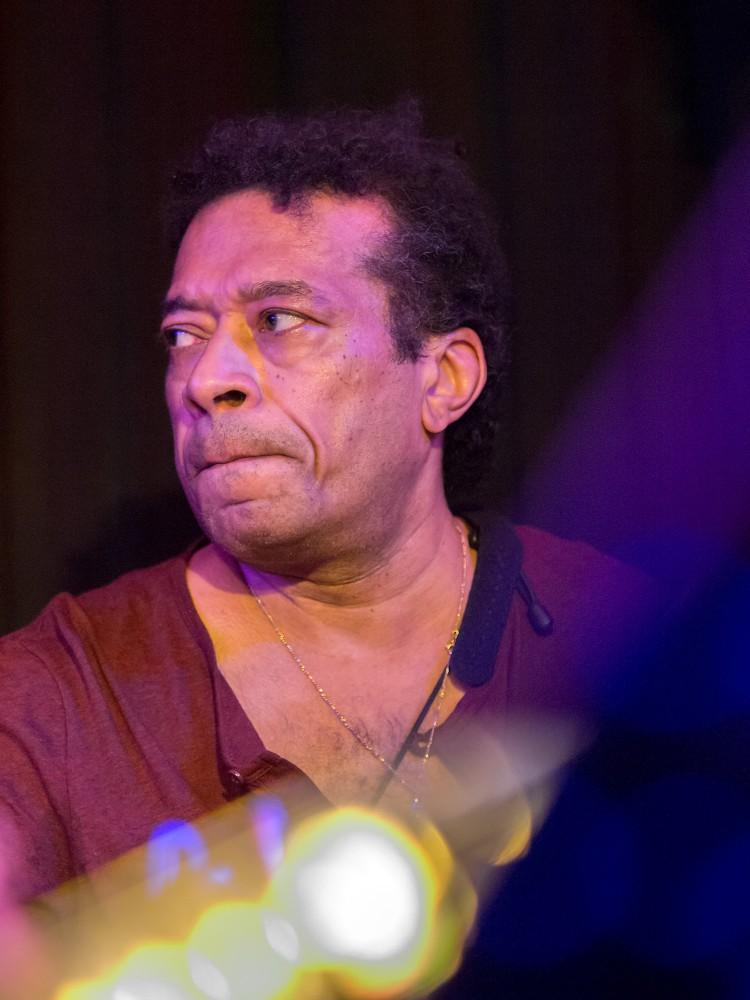
Warren Benbow (2013)

Warren Benbow (* 22. Dezember 1954 in New York City; † 29. September 2024) war ein amerikanischer Schlagzeuger des Creative Jazz.

## Leben und Wirken
Benbow studierte an der High School of Performing Arts Schlagzeug und Perkussion bei Warren Smith und bei Morris Goldenburg (New York Philharmonic). Er setzte seine Studien am Mannes College bei Walter Rosenberger und Dong Wong Park fort. Daneben erhielt er Ausbildung im Jazzmobile durch Freddie Waits und Tootie Heath. Auf Vermittlung von Waits begleitete er Sängerin Betty Carter, dann spielte er bei Nina Simone und Larry Willis. 1982 war er Gründungsmitglied von James Blood Ulmers (bassloser) Band Odyssey; er war an den Alben Odyssey, Bloody Guitar, Part Time, Live at the Caravan of Dreams und Reunion dieses, z. T. um andere Musiker erweiterten, Trios beteiligt.
Benbow arbeitete auch mit Jimmy Owens, Eddie Gomez, Olu Dara, Michal Urbaniak und Teruo Nakamura, sowie als Theatermusiker auf dem Broadway. Daneben war er auch für Whitney Houston, Gwen Guthrie, LL Cool J, SWV, und Mary J. Blige tätig. 2022 legte er mit dem Geiger Charles Burnham und dem Gitarristen Brandon Ross das gemeinsame Album Breath of Air vor.

## Diskographische Hinweise
- Harmolodic Adventure (CD Baby, 2013, mit Al MacDowell, Brandon Ross, Jay Rodriguez, Graham Haynes, Chris Theberge, Pete Drungle, Charles Burnham)
- Luther Thomas & Dizzazz, Yo' Momma (Moers Music 1981)
- Nina Simone, Emergency Ward (RCA Victor 1972)